# Helene Bauer
Helene Bauer (geboren als Helene Gumplowicz am 13. März 1871 in Krakau, Österreich-Ungarn; gestorben am 20. November 1942 in Berkeley, Kalifornien, von 1895 bis 1918 verheiratete Landau) war eine österreichische Sozialwissenschaftlerin, Journalistin und Sozialistin. Sie war Mitarbeiterin und Ehefrau des Politikers Otto Bauer, der die Sozialdemokratische Arbeiterpartei Österreichs entscheidend prägte.

Helene Landau(-Bauer) (um 1905)

## Leben
Helene wurde als Tochter des Buchhändlers Felix Gumplowicz, des Bruders von Ludwig Gumplowicz, in eine galizische Rabbinerfamilie geboren. Sie las schon als Kind zahlreiche der Bücher aus der Leihbücherei ihres Vaters in Deutsch, Polnisch und Französisch.
Helene Gumplowicz absolvierte das Lehrerinnenseminar in Krakau und studierte Rechts- und Wirtschaftswissenschaften in Wien und Zürich. Da in Wien noch kein juristisches Doktorat für Frauen möglich war, musste sie in die Schweiz ausweichen. 1906 promovierte sie an der Universität Zürich mit der Dissertation Die Entwicklung des Warenhandels in Österreich zum Doktor der Staatswissenschaften.
1895 heiratete sie in Zürich den Jusstudenten Max Landau, den sie dort auch beim Studium kennengelernt hatte. Sie bekamen drei Kinder, zwei Söhne und eine Tochter. Beide Söhne starben vor ihr, die Tochter Wanda, verheiratete Lanzer (1896–1980), wurde auch sozialdemokratische Journalistin und Erwachsenenbildnerin.
Bereits in Krakau hatte Helene Landau sich der sozialistischen Bewegung angeschlossen und veröffentlichte unter dem Pseudonym „Lawska“ politische Beiträge. 1905 zogen die Landaus nach Wien. Max Landau eröffnete ein Rechtsanwaltsbüro. Die Wohnung in der Laudongasse im 8. Bezirk wurde ein Treffpunkt der sozialistischen polnischen Kolonie in Wien, häufiger Gast war etwa Józef Piłsudski. Dort traf sie auch auf Karl Renner und Otto Bauer.
1911 übersiedelte die Familie nach Lemberg, damals Hauptstadt Galiziens. 1914 kehrte Helene Landau allein nach Wien zurück und arbeitete mit Otto Bauer bei der Zeitschrift Der Kampf zusammen. Sie wurde wichtige Mitarbeiterin und Lebensgefährtin Bauers.
Beide schlossen sich während des Ersten Weltkriegs der radikalen Linken um Friedrich Adler an. Im Oktober 1918 ließ sich Helene von Max Landau scheiden. Anfang 1920 erfolgte die Trauung mit Otto Bauer im Wiener Stadttempel, denn eine standesamtliche Eheschließung war damals rechtlich nicht möglich.
1926 bis 1934 unterrichtete sie Statistik an der Wiener Arbeiterhochschule Döbling und war Mitglied des Wiener Stadtschulrates, des maßgeblichen Gremiums der Wiener Schulreform. In ihren Veröffentlichungen übte sie anhaltende Kritik an der bürgerlichen Nationalökonomie.
Wegen der Februarkämpfe von 1934 floh sie mit Otto Bauer nach Brünn. Im April 1938 flüchteten die beiden weiter nach Paris, wo Otto Bauer im Hotelzimmer einem Herzinfarkt erlag.
1939 folgte Helene Bauer ihrer Tochter Wanda Lanzer nach Schweden, wo sie sich mit Bruno Kreisky anfreundete. 1941 reiste sie schließlich auf Drängen Friedrich Adlers mit der Transsibirischen Eisenbahn über Wladiwostok in die Vereinigten Staaten.
Dort wohnte sie vorerst in Los Angeles, ehe sie in die kleine Universitätsstadt Berkeley zog. Noch in ihrem letzten Lebensjahr, vor ihrem Herztod, beteiligte sie sich an der sozialdemokratischen Gruppe von Karl Heinz.

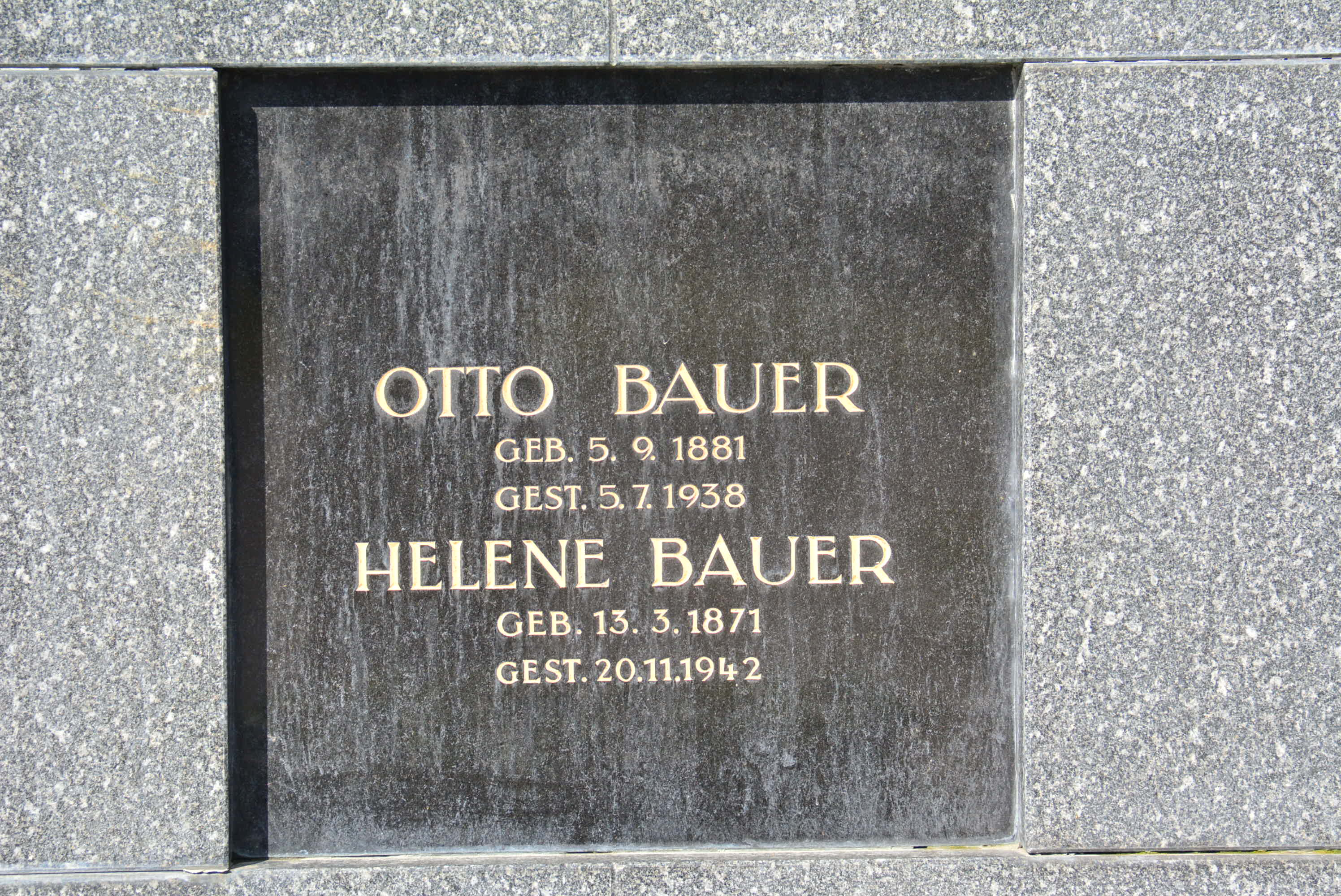
Grabplatte von Otto und Helene Bauer

Ihre sterblichen Überreste wurden 1950 mit jenen Otto Bauers in ein von der Wiener Stadtverwaltung ehrenhalber gewidmetes Grab auf dem Wiener Zentralfriedhof (Gruppe 24, Reihe 5, Nummer 3) umgebettet.
Helene Bauer ist aus vielen Gründen in die Vergessenheit gedrängt worden, „als marxistische Theoretikerin, als polnische Revolutionärin, als maßgebliche Mitarbeiterin der österreichischen Arbeiterbewegung und nicht zuletzt wegen ihrer jüdischen Abstammung.“
2014 wurde die Verkehrsfläche vor dem Café Sperl in Wien-Mariahilf (6. Bezirk) Helene-Bauer-Platz benannt. Im gleichen Bezirk war 1949 die Otto-Bauer-Gasse benannt worden; in der früheren Kasernengasse hatte das Ehepaar Bauer gewohnt.

## Schriften (Auswahl)
- Die Entwicklung des Warenhandels in Österreich – ein Beitrag zur Wirtschaftsgeschichte des Absolutismus. Braumüller, Wien 1906.[13]
- Die Entwicklung der polnischen sozialistischen Bewegung in Kongresspolen seit der Entstehung der Polnischen Sozialistischen Partei bis zum Beginne des 20. Jahrhunderts. Wien 1929.